# Franz Berwald
 (novembre 2024).
Pour les articles homonymes, voir Berwald.
Œuvres principales
- Symphonie no 3 « Sinfonie singulière »
- Symphonie no 1 « Sinfonie sérieuse »
- Symphonie no 2 « Sinfonie capricieuse »
- Symphonie no 4 « Sinfonie naïve »
- Quatuor à cordes no 2
- Grand septuor

Franz Berwald est un compositeur suédois, né à Stockholm le 23 juillet 1796 et mort à Stockholm le 3 avril 1868, d'une pneumonie.

## Biographie
Franz Adolf Berwald naît dans une famille nombreuse de musiciens d'origine allemande, son grand-père ayant eu 25 enfants. Il est le fils de Christian Friedrich Berwald, un violoniste et élève de Franz Benda. C'est donc tout naturellement son père qui lui donne ses premiers cours de violon. Enfant prodige, il accède à la notoriété dès l'âge de neuf ans. De 1812 à 1828, il est engagé à l'orchestre Royal de l'Opéra de Stockholm comme violoniste, et parfois même comme altiste. Il compose sa première œuvre en 1818. Quelques-unes de ses pièces sont jouées à Stockholm jusqu'en 1829, date à laquelle il décide d'aller habiter à Berlin dans l'espoir d'une carrière brillante. Mais ce n'est pas le cas : Berwald se reconvertit en orthopédiste et ouvre en 1835 un institut utilisant des appareils mécaniques dessinés par ses soins. Cette entreprise connaît un grand succès, mais Berwald déménage à nouveau en 1841 pour Vienne, où il est enfin considéré comme un véritable compositeur. Plusieurs de ses œuvres y sont jouées, mais Berwald décide de rentrer à Stockholm l'année suivante en 1842. Enfin, il part en 1846 pour Paris où il reste jusqu'en 1849. Il entreprend plusieurs tournées en Allemagne et en Autriche. Il devient en 1847 un membre honoraire du Mozarteum de Salzbourg. À partir de 1850, il cherche à nouveau un emploi qui lui permette de gagner mieux sa vie : il devient alors industriel dans le nord de la Suède en tant que verrier, gardant la composition comme un loisir. Son véritable succès en tant que compositeur fut nettement plus tardif, puisqu'il faut attendre le début du XXe siècle pour que son œuvre commence à être reconnue.
En Suède, Berwald est souvent considéré comme l'un des meilleurs compositeurs de cette génération dont fait partie Franz Schubert. Son œuvre fut entre autres admirée par Franz Liszt.

## Œuvres principales
Franz Berwald laisse 80 œuvres musicales.
- 4 symphonies complètes nous sont parvenues :
  - Symphonie no 1 en sol mineur (Sinfonie sérieuse), 1842
  - Symphonie no 2 en ré majeur (Sinfonie capricieuse), 1842
  - Symphonie no 3 en do majeur (Sinfonie singulière), 1845
  - Symphonie no 4 en mi bémol majeur (Sinfonie naïve), 1845
- concertos :
  - Concerto pour violon en do dièse mineur, 1820
  - Konzertstück pour basson en fa majeur, 1827
  - Concerto pour piano en ré majeur, 1855
- 2 opéras, Estrella de Soria (en) (1842 et 1862) et La Reine de Golconde (en), et deux opérettes
- plusieurs poèmes symphoniques
- Grand septuor pour cordes et vents
- Quintette avec piano no 1
- Quintette avec piano no 2
- 4 quatuors à cordes (dont 1 perdu)
- 5 trios
- plusieurs pièces pour piano

## Discographie sélective
- Symphonies no 3 « Singulière » et no 4 « Naïve » : Orchestre philharmonique de Berlin, dir. Igor Markevitch (décembre 1954, DG 457 705-2) (OCLC 43736367) — avec Schubert, Symphonie no 4 « Tragique ».
- Quatuors à cordes nos 1, 2 et 3, Septuor à cordes - Quatuors Fryden et Lysell (1959/67/91/92, Musica Sveciæ)
- Grand septuor - Melos Ensemble ; Gervase de Peyer, clarinette (mars 1967, EMI) (OCLC 55592636) — avec Louis Spohr et Carl Maria von Weber.
- Symphonies no 3 « Singulière » et no 4 « Naïve » - Orchestre symphonique de Londres, dir. Sixten Ehrling (1er-2 mai 1968, LP Decca SXL 6374 / Bluebell) (OCLC 28480681)
- Concerto pour piano, Concerto pour violon, La Reine de Golconde (ouverture), La Fête des Bayadères, Fantaisies sérieuses… - Solistes et Royal Philharmonic Orchestra, dir. Ulf Björlin (1976, EMI)
- Estrella de Soria, sélection de l'opéra de 1841 - Solistes et Orchestre symphonique d'Helsingborg, dirigé par Stig Westerberg (29-31 mai 1993, Musica Sveciæ) (OCLC 32489684)
- Duos pour deux violons, pour violon et piano et pour violoncelle et piano ; Tobias Ringborg, David Bergström violons, Mats Rondin violoncelle, Bengt-Åke Lundin piano (1 CD Naxos 8.554286, 2000)
- Quintettes avec piano - Uppsala Chamber Soloists, Bengt-Åke Lundin piano (1 CD Naxos 8.553970, 1997)
- Symphonies no 1 « Sérieuse », no 2 « Capricieuse », no 3 « Singulière » et no 4 « Naïve » ; Concerto pour piano - Sivelöv (piano), Orchestre Symphonique d'Helsinborg, dir. Okko Kamu (mai-juin 1995, Naxos) (OCLC 35445516)
- Konzertstück pour basson et orchestre, 5 poèmes symphoniques - Hakansson (basson), Gävle Symphony Orchestra, dir. Petri Sakari (2000, Naxos)
- La Bataille de Leipzig ; Concerto pour deux violons et orchestre ; Ouvertures de La Reine de Golconde et de Estrella de Soria ; Thème et Variations - Orchestre de l'Opéra de Malmö, dir. Niklas Willén (2002, Sterling CDS 1051-2) (OCLC 872874974)